# Manu Larcenet
Emmanuel Larcenet (Issy-les-Moulineaux, Isla de Francia; 6 de mayo de 1969), conocido como Manu Larcenet o simplemente Larcenet, es un historietista francés.
Es sobre todo conocido por Los combates cotidianos, álbum que ganó en el Festival del Cómic de Angulema el premio al mejor álbum publicado en el año 2004. En español también se han publicado los cuatro números de La Mazmorra. Parade, el álbum La línea de fuego. Una aventura rocambolesca de Vincent Van Gogh, tres volúmenes que continúan a Los combates cotidianos y cuatro volúmenes de El retorno a la tierra.

## Biografía
Sus primeras historietas son colaboraciones en fanzines musicales, puesto que era cantante en un grupo de punk. Debuta profesionalmente en 1994 en las páginas de la popular revista francesa de humor Fluide Glacial, de la editorial Audie, donde crea el personaje de Bill Baroud y realiza diversas páginas. Dos años más tarde, la misma editorial recopila su obra en el álbum Soyons fous, La loi des séries y Bill Baroud, al que seguirán À l´ouest de l´infini (1999), Los superhéroes injustamente desconocidos (2001) y La loi des séries (2002). Tras Fluide Glacial, pasa a colaborar en el semanario Spirou con diversos gags breves, recogidos más tarde en los tres álbumes de La vie est courte (Dupuis, 1998), así como guioniza Pedro le coati con dibujos de Michel Gaudelette.
En 1997 funda con Nicolas Lebedel su propia editorial, Les Rêveurs de Runes, en la que se autoedita sus proyectos más personales y experimentales, como son Dallas Cowboy (1997), Presque (1998), On fera avec (2000) y L´artiste de la famille (2000). Publica con Glénat dos álbumes humorísticos sobre el mundo animal, Ni dieu ni maître ni croquettes (1998) y 30 millions d´imbéciles (2003), éste con guion de su hermano Patrice. En el 2000 colabora en la célebre saga de La Mazmorra de Lewis Trondheim y Joann Sfar, encargándose los dibujos de cuatro álbumes. El mismo año entra en la editorial Dargaud, para cuya colección Poisson Pilote realiza Les entremondes (2000, con guion de su hermano Patrice), Les cosmonautes du futur (2001, guion de Trondheim), Le retour a la Terre (2002, guion de Jean-Yves Ferri), La légende de Robin des Bois (2003) y la serie de biografías paródicas La vida rocambolesca de... (2003).
Los combates cotidianos [Le combat ordinaire] (2003) le vale el Premio al Mejor Álbum del Festival del Cómic de Angulema 2004, al que le acompaña el reconocimiento y la aclamación internacional. En 2005 presenta el primer álbum de Nic Oumouk, basado en un compañero suyo de infancia.
En 2024, ilustró la adaptación en novela gráfica de La Carretera de Cormac McCarthy.

## Estilo
Comienza su carrera muy influido por el mundo de Fluïde Glacial, sus viñetas están llenas de humor y absurdo, sazonado con cierto espíritu punk. Al entrar en contacto con Lewis Trondheim y el resto de autores de L’Association, Larcenet parece deslizarse hacia un estilo diferente. Con Los combates cotidianos y Retour à la Terre trabaja la autobiografía, una constante en la generación francesa de L’Association, del mismo modo que produce obras experimentales como L’Artiste de la famille. Realiza historietas más intimistas y reflexivas, pero sin alejarse nunca del gran público.